# (400097) 2006 TF14
(400097) 2006 TF14 es un asteroide perteneciente al cinturón de asteroides, descubierto el 10 de octubre de 2006 por el equipo del Near Earth Asteroid Tracking desde el Observatorio del Monte Palomar, Estados Unidos.

## Designación y nombre
Designado provisionalmente como 2006 TF14.

## Características orbitales
2006 TF14 está situado a una distancia media del Sol de 2,604 ua, pudiendo alejarse hasta 3,186 ua y acercarse hasta 2,022 ua. Su excentricidad es 0,223 y la inclinación orbital 2,104 grados. Emplea 1535,25 días en completar una órbita alrededor del Sol.

## Características físicas
La magnitud absoluta de 2006 TF14 es 17,5.